# (8616) Fogelquist
(8616) Fogelquist (1980 FY4) – planetoida z pasa głównego asteroid okrążająca Słońce w ciągu 3,56 lat w średniej odległości 2,33 au. Odkryta 16 marca 1980 roku.